# We`a
We`a o Wê‘a (وع in arabo) è una cittadina della regione di Arta nello stato di Gibuti. È situata nella National Highway 1, che la connette alla città di Gibuti, situata a 37 chilometri a est. We`a è la seconda città più grande della regione di Arta dopo il suo omonimo capoluogo Arta e prima di Damerjog. In lingua somala, We`a vuol dire "svolta", "girare". Ad oggi, la città serve come punto di transito commerciale per i beni provenienti dall'Etiopia, ed è frequentemente attraversata da commercianti etiopi e dai loro mezzi di locomozione e commercio.
Storicamente, la città fu parte della Somalia francese nella prima parte del XX secolo.

## Amministrazione

### Gemellaggi
- Lampedusa e Linosa
- Sant Francesc Xavier
- Bukha